# 모리 다카야스
모리 타카야스(일본어: 毛利 高泰 もうり たかやす[*])는 에도 시대 후기의 다이묘이다. 통칭 이와노스케(岩之助)이다. 분고국 사이키번 11대 번주이다. 관위는 아와노카미, 이세노카미이다.

## 약력
10대 번주 모리 타카나카의 장남으로 태어났다.
덴포 원년 (1830년) 종5위하 아와노카미에 서임되었다. 덴포 3년 (1832년) 5월 23일, 아버지가 병을 이유로 은거하자, 가독을 이었다. 번 재정 재건을 위해 산물방을 설치하여 전매재를 실시하고, 나아가 식산흥업 정책을 추진했다. 또한 영내 특산물인 해산물 유통 통제 등을 했다. 가에이 6년 (1853년), 페리 내항으로 해안 방어가 중요시 되자, 서양 군제를 도립해, 포술 훈련과 대포 주조 등에 힘썼다. 분큐 2년 (1862년) 12월 9일, 병을 이유로 가독을 장남 타카아키에게 물려주고 은거했다.
메이지 2년 (1869년)에 55세의 나이로 사망했다. 법호는 타이운인(泰雲院)이다.

## 가계
- 아버지 : 모리 타카나카
- 어머니 : 미상
- 정실 : 카메이 코레나오의 딸
- 생모 불명의 자녀
  - 장남 : 모리 타카아키